# Bruno Zumino
Bruno Zumino (* 28. April 1923 in Rom, Italien; † 22. Juni 2014 in Berkeley, Kalifornien, Vereinigte Staaten) war ein italienischer Professor für theoretische Physik.

## Biographie
Zumino erwarb 1945 an der Universität Rom das Physik-Diplom (Laurea). 1951 bis 1953 war er Forscher an der New York University, wo er 1953 bis 1968 Assistant Professor für Physik war. Zumino war von 1968 bis 1981 am CERN (wo er Ende der 1970er Jahre Senior Physicist war).
1981 wurde er zum Professor an der University of California, Berkeley, ernannt. Seit 1994 war er Emeritus. 1959/60 war er am Institute for Advanced Study. 1984 bis 1987 war er im Beratungskomitee des Institute for Theoretical Physics der University of California, Santa Barbara.
Zumino beschäftigte sich mit Quantenfeldtheorie auch im Umfeld der mathematischen Physik. Beispielsweise arbeitete er in den 1950er Jahren mit Gerhart Lüders über das Spin-Statistik-Theorem und in den 1980er Jahren über chirale Anomalien. Im Jahr 1973 entwickelten Bruno Zumino (damals tätig am CERN) und Julius Wess (damals tätig im Institut für Theoretische Physik der Universität Karlsruhe) als einige der Ersten das theoretische Konzept einer Supersymmetrie, die als Kandidat für Große vereinheitlichte Theorien und als Kandidat für die Dunkle Materie im Gespräch ist. Nach ihm ist das Wess-Zumino-Witten Modell in der konformen Feldtheorie benannt.
Er war bis zu seinem Tod mit der Physikerin Mary Gaillard verheiratet.

## Auszeichnungen
- 1987: Dirac-Medaille (Dirac Prize of the ICTP zu Ehren des englischen Physikers Paul Dirac)
- 1988: Dannie-Heineman-Preis für mathematische Physik (gemeinsam mit Julius Wess)
- 1989: Max-Planck-Medaille der Deutschen Physikalischen Gesellschaft
- 1992: Wigner-Medaille (gemeinsam mit Julius Wess)
- 1992: Max-Planck-Forschungspreis (gemeinsam mit Julius Wess)
- 1999: Gian Carlo Wick Commemorative Gold Medal
- 2005: Enrico-Fermi-Preis der Italienischen Physikalischen Gesellschaft.

## Mitgliedschaften
- National Academy of Sciences
- American Academy of Arts and Sciences
- American Physical Society